# Walther Modell 2
Die Pistole Walther Modell 2  ist eine Selbstladepistole des deutschen Waffenherstellers  Carl Walther. 

## Geschichte
Die Pistole Walther Modell 2 wurde von 1902 bis 1910 von der Waffenfabrik Carl Walther in Zella-Mehlis-St. Blasii hergestellt. 
Die Standardausführung war brüniert. Auf Wunsch war die Pistole auch mit einer vernickelten Oberfläche erhältlich. 
Anstatt der Hartgummigriffschalen war es auch möglich, die Pistole mit Elfenbein- oder Holzgriffschalen zu bekommen. 
Die Pistole verfügt über einen starren Lauf und einen Ladestandsanzeiger. 
Der Schlitten hat neun schräge Griffrillen. Das Auswerferfenster liegt auf der rechten Seite des Schlittens. Der Schlitten ist auf der rechten Seite mit "Carl Walther Waffenfabrik Zella-St. Blasii" beschriftet. Auf der linken Seite steht "Selbstlade-Pistole Cal 6,35 Walther's Patent" über der Walther-Schleife. Es wurden circa 19.000 Pistolen diesem Typs hergestellt.

## Technische Daten
- Kaliber:  6,35 mm Browning / .25 ACP
- Länge: 10,7 cm
- Lauflänge: 5,3 cm (2,1 Zoll)
- Anzahl der Züge: 4
- Magazinkapazität: 6 Schuss